# José De Queiroz

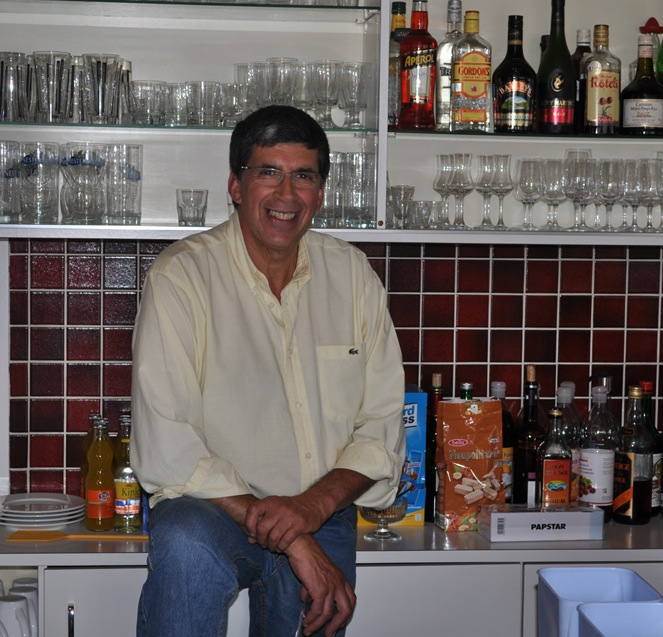
José de Queiroz in seinem Restaurant «Encarna»

José Fernando De Queiroz (* 9. August 1954 in Lissabon) ist ein Schweizer Amateurastronom und Gastwirt aus Falera im schweizerischen Kanton Graubünden.

## Leben
1956 zog die Familie nach Braga in Nordportugal, wo José die Schule besuchte. Nach dem Besuch einer technischen Schule studierte er Chemie am Instituto Superior de Engenharia no Porto.
Nach der Nelkenrevolution fühlte sich José als konservativ Denkender in Portugal nicht mehr wohl, verliess im Sommer 1974 das Land und reiste in die Schweiz.

## Gastgewerbe
In Les Diablerets fand er dank seiner Sprachkenntnisse eine Anstellung in einem Ferienheim als Betreuer von Kindern reicher Eltern aus aller Welt, wechselte dann aber nach einem Jahr ins Gastgewerbe. Nach mehreren Jahren als Kellner in verschiedenen Hotels im Kanton Waadt und im Berner Oberland kam er nach Lenzerheide, wo er im Hotel «Guardaval Sporz» arbeitete. Nebenher besuchte er die Hotelfachschule für Alpine Hotel-Management und schloss als Hoteldirektionsassistent ab. In Lenzerheide lernte er die Engadinerin Ladina Jezek kennen, die er 1985 heiratete. Bald darauf wurde er in Zernez eingebürgert, dem Heimatort seiner Frau.
Nach dem Abschluss seiner Ausbildung zog das Paar im gleichen Jahr nach Falera in der Surselva, wo José zwei Jahre lang Direktionsassistent im Hotel «La Siala» war. 1986 wurde die Tochter Marcia geboren und ein Jahr später übernahm das Ehepaar das Restaurant «Prau la Selva» in Flims. Im Dezember 1989 pachtete De Queiroz in Falera das Restaurant «Casa Seeli». 2005 wurde es verkauft, und der neue Eigentümer wollte das Restaurant selber betreiben. Kurz darauf pachtete José De Queiroz in Falera das Restaurant «Encarna», wo er bis im April 2023 als Wirt tätig war. Am 12. Mai 2023 übernahm er zum zweiten Mal das Restaurant «Casa Seeli», in dem er bereits von 1989 bis 2005 gewirtet hatte.

## Astronomie

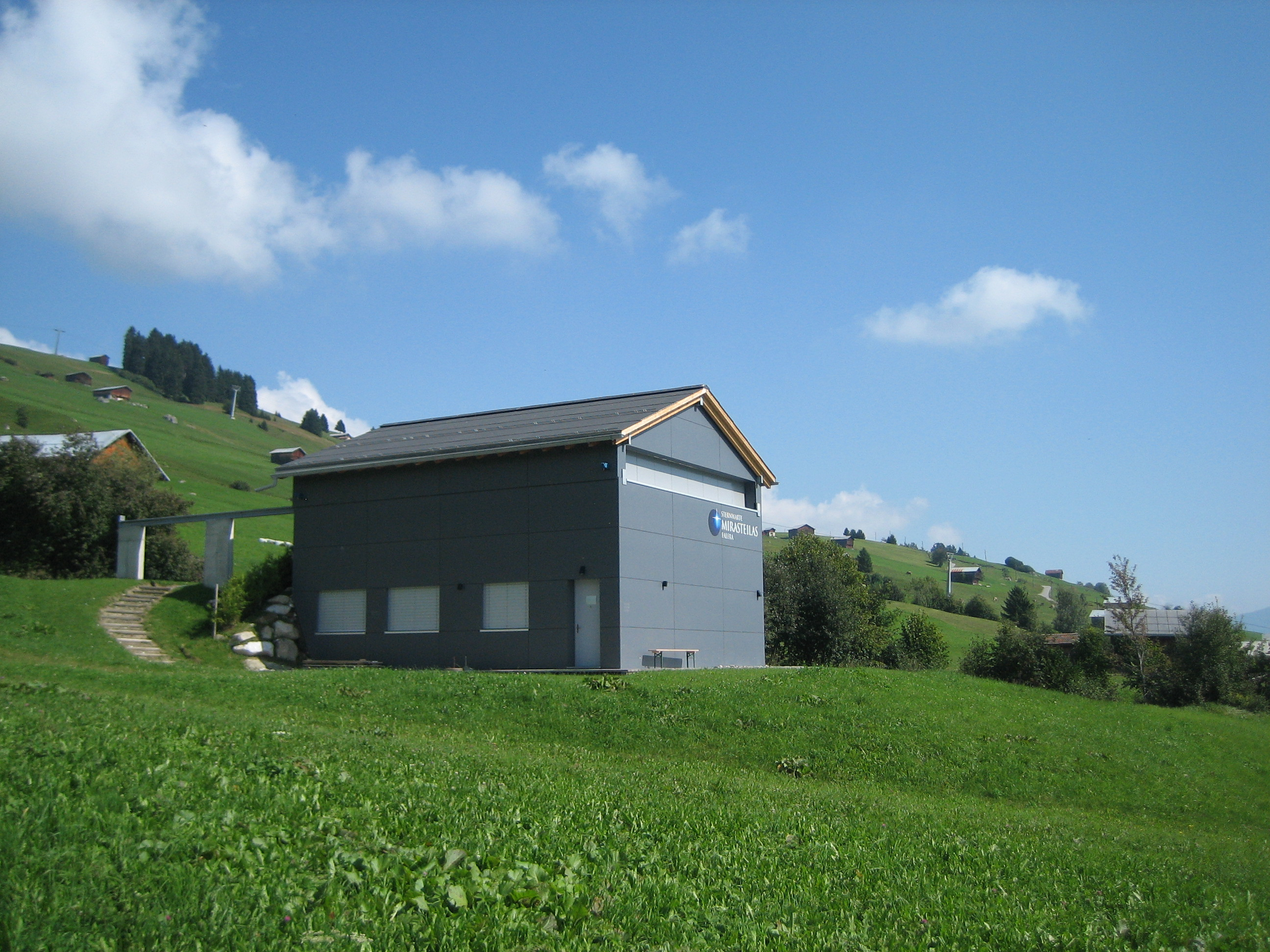
Die Sternwarte Mirasteilas

In Falera begann José De Queiroz sich mit Astronomie zu befassen. Im Herbst 1999 beobachtete er erstmals mit einem kleinen Teleskop von seiner Terrasse aus den Nachthimmel. Im Selbststudium bildete er sich weiter, die Teleskope wurden grösser.
Im Jahr 2000 wurde De Queiroz Mitglied der Astronomischen Gesellschaft Graubünden, in der er sich stark engagierte. 2002 wurde in Falera auf sein Betreiben hin das erste Teleskoptreffen organisiert, dem Jahr für Jahr weitere folgten. Namhafte Referenten wie Bruno Stanek und der Astronaut Claude Nicollier vermittelten ihr Fachwissen. Die Astronomietage in Falera zählen mittlerweile zu den beliebtesten Treffen von Hobbyastronomen aus der ganzen Schweiz und den Nachbarländern. Vom 18. bis zum 21. September 2014 fand das Treffen zum dreizehnten Mal statt.

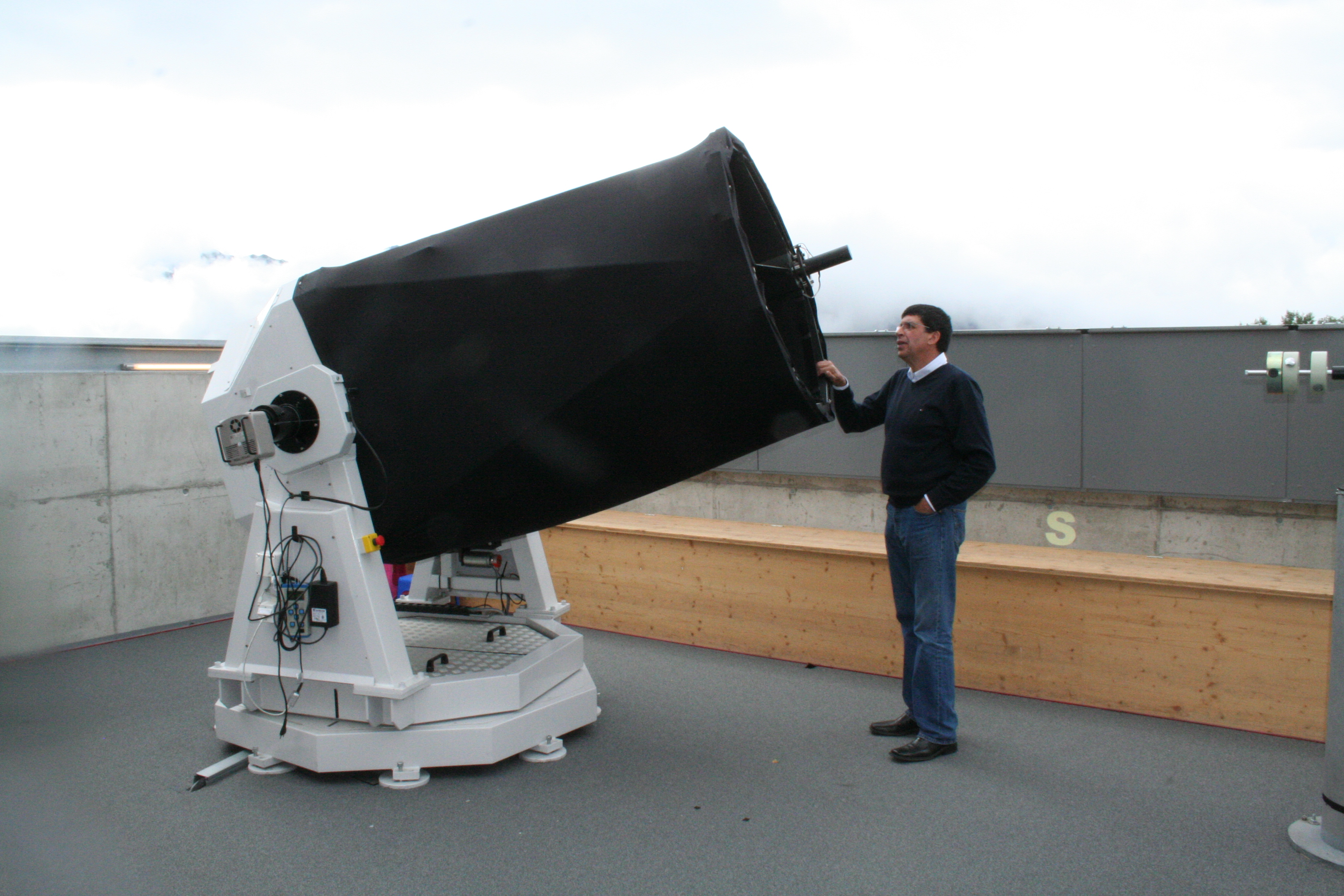
José de Queiroz vor dem Cassegrain-Teleskop

Auch der Bau der Sternwarte Mirasteilas oberhalb von Falera geht auf die Initiative von De Queiroz zurück. Sie ist mit einem 90-Zentimeter-Cassegrain-Teleskop ausgerüstet, dem grössten Spiegelteleskop aller privaten Sternwarten der Schweiz. Damit ist Mirasteilas das grösste öffentlich zugängliche Observatorium in der Schweiz. Im Sommer 2007 wurde es eingeweiht.
In Anerkennung seiner Verdienste für Falera wurde José De Queiroz am 9. Juni 2009 das Bürgerrecht der Gemeinde verliehen.
2003 realisierte De Queiroz zusammen mit Rolf Stauber von der Astronomischen Gesellschaft Graubündens den Planetenweg am Weg von Falera nach Larnags/Murschetg. Die 13'000 Franken für die Erstellungskosten wurden von Lieferanten seines Restaurants gesponsert.

### Kleinplaneten
Die ersten Kleinplaneten entdeckte De Queiroz am 18. März 2009, den bisher letzten mit der provisorischen Benennung 2010 GP75 fotografierte er in der Nacht vom 13. auf den 14. April 2010.
Die Entdeckungen werden ans Minor Planet Center der Internationalen Astronomischen Union gemeldet, wo die Daten aller Kleinplaneten, Asteroiden und Kometen gesammelt und überprüft werden. José De Queiroz entdeckte bisher 62 Asteroiden; drei davon haben einen Namen erhalten: Im Herbst 2009 entdeckte er mit dem grossen Teleskop drei unbekannte Asteroiden, die die Namen Falera, Chur und Marcia erhielten; der letzte ist nach De Queiroz’ Tochter benannt. Ein anderer Asteroid, entdeckt von seinem Tessiner Freund Stefano Sposetti vom Tessiner Observatorium Gnosca, wurde von diesem auf den Namen Dequeiroz getauft.

### Weitere Beobachtungen
Seit Herbst 2012 beschäftigt sich De Queiroz mit Sternbedeckungen. Zusammen mit anderen Amateurastronomen, darunter der Tessiner Stefano Sposetti und der Österreicher Gerhard Dangl, erfasst er die Daten der Transite, mit denen Durchmesser, Form und Umlaufbahn der Kleinplaneten erfasst werden können.
Am 15. März 2015 gelang es de Queiroz mit seiner All-Sky-Kamera, um 19.44 Uhr den Absturz eines Meteors festzuhalten, der von Süddeutschland her kommend mit einem lauten Knall im Gebiet des Oberalppasses abgestürzt war.